# Blindbue
En blindbue er en bue fundet i en bygnings væg, der er blevet fyldt med en solid konstruktion og kan derfor ikke fungere som passage, dør eller vindue. Termet er oftest knyttet til væggene for murstenskonstruktioner, men blindbuer er også fundet (eller simuleret) i andre typer af konstruktioner. Nogle blindbuer var oprindeligt bygget som åbne buer og fyldt senere. Andre var oprindeligt opført med solid indfyldning som et intentionelt stilistisk element.